# Безмолвный свидетель (фильм)
«Безмолвный свидетель» (англ. The Silent Witness) — немой художественный фильм, который не вышел на экраны по неизвестной причине. Примечателен тем, что в нём возможно сыграл одну из своих ранний ролей в США Бела Лугоши. Возможно это первый фильм над которым Лугоши работал совместно с оператором Марселем Ле Пикардом, в дальнейшем им вместе удастся поработать над пятью картинами.

## История
В августе 1927 года в журнале Film Daily в статье о фильме «Безмолвный свидетель», журналист назвал его «собачьей картиной», видимо отсылаясь к Рин Тин Тину. Там же было сказано, что съёмки будут проходить «на Востоке, для студии Jaklyn Prods». Через две недели в том же журнале появилось более подробное упоминание фильма. В статье было сказано, что режиссурой фильма занимается Джеральд Портер, а главные роли исполняют Сигрид Холмквист, Арнольд Литтон, Бела Лугоши и Джозеф Суикерд. Оператором фильма был заявлен Марсель Ле Пикард. Там же было сказано, что съёмки фильма уже начались, а для интерьеров будут использоваться декорации студии Cosmopolitan. К сентябрю 1927 года, если не к концу августа, Лугоши должен был участвовать в репетициях пьесы «Дракула». Но, возможно, он был бы доступен как географически, так и по графику для съёмок в фильме «на Востоке», особенно в роли второго плана, которая могла занять всего несколько дней, а не недель.
Больше никаких упоминаний о фильме не было. С 1927 года с Сигрид Холмквист не вышло ни одного фильма, последний фильм в её фильмографии датирован примерно концом 1926—началом 1927 года. А Film Daily от 4 сентября 1927 года утверждал, что актёр Джозеф Суикерд только что закончил работу над фильмом «Безмолвный свидетель». Возможно фильм так никогда и не был закончен, а может просто не был найден дистрибьютер. В дальнейшем Бела Лугоши несколько раз работал с оператором Марселем Ле Пикардом над фильмами «Невидимый призрак» (1941), «Призраки разбегаются» (1941), «Человек-вуду» (1944), «Возвращение человека-обезьяны» (1944) и «Напуганная до смерти» (1947).